# Alfonso Rossetti
Alfonso Rossetti († 25. Februar 1577 in Ferrara) war ein römisch-katholischer Prälat, von 1559 bis 1563 Bischof von Comacchio und von 1559 bis 1563  Bischof von Ferrara.

## Biografie
Am 22. Oktober 1548 wurde Alfonso Rossetti während der Amtszeit von Papst Paul III. zum Koadjutor von Comacchio ernannt
Seine Ernennung als Nachfolger des Bistums erfolgte am 21. Dezember 1559.
Am 8. Oktober 1563 wurde er während der Amtszeit von Papst Pius IV. zum Bischof von Ferrara ernannt.
Er hatte das Amt als Bischof von Ferrara bis zu seinem Tod am 25. Februar 1577 inne.